# Cathedral Crags
Die Cathedral Crags (englisch für Kathedralklippen) sind ein 140 m hoher, felsiger und eisfreier Hügel mit Kliffs an den Seitenhängen im Südosten von Deception Island im Archipel der Südlichen Shetlandinseln. Er ragt auf der Halbinsel zwischen Neptunes Window und dem Fildes Point auf. Zu ihm gehört der Green Crag.
Bei Walfängern war diese Formation vor 1930 als The Convent oder Weathercock Hill bekannt. Ihr heutiger deskriptiver Name ist seit mindestens 1953 durch den Falkland Islands Dependencies Survey etabliert.